# حكومة ميركل الأولى
قادت حكومة ميركل الأولى ألمانيا من 22 تشرين الثاني 2005 إلى 27 تشرين الأول 2009 طوال الهيئة التشريعية السابعة عشر للبوندستاغ بقيادة المستشارة أنغيلا ميركل من الحزب الديمقراطي المسيحي، وهي أول مستشارة نسائية في التاريخ الألماني. تم تشكيل الحكومة من خلال ائتلاف كبير بين الاتحاد الديمقراطي المسيحي (CDU) والاتحاد الاجتماعي المسيحي (CSU) والحزب الديمقراطي الاجتماعي (SPD).
وقد أتت هذه حكومة خلفاً لحكومة شرودر الثانية. توقفت عن العمل بعد تشكيل حكومة ميركل الثانية، التي أنشئت بعد الانتخابات الاتحادية عام 2009، وأدت اليمين في وقت لاحق في 28 تشرين الأول 2009.

## التشكيل الوزاري
| المنصب                                  | الصورة    | الاسم                                          | الحزب | الحزب |
| --------------------------------------- | --------- | ---------------------------------------------- | ----- | ----- |
| المستشارة                               | zentriert | أنغيلا ميركل                                   |       | CDU   |
| نائب المستشارة                          | zentriert | فرانتس مونتيفيرينغ حتى 21. تشرين الثاني 2007   |       | SPD   |
| نائب المستشارة                          | zentriert | فرانك-فالتر شتاينماير من 21. تشرين الثاني 2007 |       | SPD   |
| وزير الخارجية                           | zentriert | فرانك-فالتر شتاينماير                          |       | SPD   |
| وزير الداخلية                           | zentriert | فولفغانغ شويبله                                |       | CDU   |
| وزيرة العدل                             | zentriert | بريغيته تسيبريس                                |       | SPD   |
| وزير المالية                            | zentriert | بيير شتاينبروك                                 |       | SPD   |
| وزير الاقتصاد والتكنولوجيا              | zentriert | مايكل غلوس حتى 10. شباط 2009                   |       | CSU   |
| وزير الاقتصاد والتكنولوجيا              | zentriert | كارل تيودور تسو غوتنبرغ من 10. شباط 2009       |       | CSU   |
| وزير العمل والشؤون الاجتماعية           | zentriert | فرانتس مونتيفيرينغ حتى 21. تشرين الثاني 2007   |       | SPD   |
| وزير العمل والشؤون الاجتماعية           | zentriert | أولاف شولتس من 21. كانون الثاني 2007           |       | SPD   |
| وزير الأغذية والزراعة وحماية المستهلك   | zentriert | هورست زيهوفر حتى 27. تشرين الأول 2008          |       | CSU   |
| وزير الأغذية والزراعة وحماية المستهلك   | zentriert | إلسه أيغنر من 31. تشرين الأول 2008             |       | CSU   |
| وزير الدفاع                             | zentriert | فرانس جوزف يونغ                                |       | CDU   |
| وزيرة الأسرة وكبار السن والنساء والشباب | zentriert | أورسولا فون دير لاين                           |       | CDU   |
| وزيرة الصحة                             | zentriert | أولا شميت                                      |       | SPD   |
| وزير النقل                              | zentriert | فولفغانغ تيفنسيه                               |       | SPD   |
| وزير البيئة                             | zentriert | زيغمار غابرييل                                 |       | SPD   |
| وزيرة التعليم                           | zentriert | أنيته شافان                                    |       | CDU   |
| وزيرة التعاون الاقتصادي والتنمية        | zentriert | هايده ماري فيستسوريك-تسويل                     |       | SPD   |
| وزير الشؤون الخاصة ورئيس المستشارية     | zentriert | توماس دي ميزير                                 |       | CDU   |

## روابط خارجية
- مجلس الوزراء الألماني  (باللغة الإنجليزية)
- الوزارات الاتحادية في ألمانيا (باللغة الإنجليزية)
- (بالألمانية)

```
"
Gemeinsam für Deutschland. Mit Mut und Menschlichkeit
"
 
(PDF)
. مؤرشف من 
الأصل
 
(PDF)
 في 3 فبراير 2007.
 
(659
 
KiB
)
, اتفاقية الائتلاف المؤرخة في 12 تشرين الثاني 2005 بين CDU و CSU و SPD.
```

- "الترجمة الإنجليزية لاتفاق الائتلاف" (PDF). مؤرشف من الأصل (PDF) في 2008-11-19. (541 KiB)، من الموقع الرسمي SPD.